# Robert Linderholm
| Odkryte planetoidy: 26 | Odkryte planetoidy: 26 |
| ---------------------- | ---------------------- |
| (10195) Nebraska       | 13 września 1996       |
| (10392) Brace          | 11 września 1997       |
| (11726) Edgerton       | 1 maja 1998            |
| (14969) Willacather    | 28 sierpnia 1997       |
| (16750) Marisandoz     | 18 sierpnia 1996       |
| (19294) Weymouth       | 6 sierpnia 1996        |
| (19407) Standing Bear  | 25 marca 1998          |
| (20328) 1998 HS42      | 30 kwietnia 1998       |
| (23763) 1998 MP7       | 24 czerwca 1998        |
| (24918) Tedkooser      | 10 marca 1997          |
| (27909) 1996 TD11      | 14 października 1996   |
| (28005) 1997 XC        | 1 grudnia 1997         |
| (31054) 1996 RT5       | 13 września 1996       |
| (33051) 1997 UF7       | 27 października 1997   |
| (46670) 1996 NU        | 15 lipca 1996          |
| (48702) 1996 JE        | 6 maja 1996            |
| (49109) Agnesraab      | 18 września 1998       |
| (52688) 1998 FL1       | 21 marca 1998          |
| (53008) 1998 VY5       | 13 listopada 1998      |
| (66846) Franklederer   | 6 listopada 1999       |
| (70721) 1999 VD        | 1 listopada 1999       |
| (75057) 1999 VR4       | 7 listopada 1999       |
| (91598) 1999 TK13      | 11 października 1999   |
| (129539) 1996 NO1      | 15 lipca 1996          |
| (275312) 2010 TE142    | 25 stycznia 2001       |

Robert Linderholm (ur. 19 października 1933 w Seward, zm. 6 lipca 2013 w Cambridge) – amerykański astronom amator.
W latach 1996–2001 odkrył 26 planetoid.